# ادگار نویل
ادگار نویل (اسپانیایی: Edgar Neville‎؛ ۲۸ دسامبر ۱۸۹۹ – ۲۳ آوریل ۱۹۶۷)؛ کنت برلانگا د دوئرو؛ هنرمند، نقاش، کارگردان و نمایشنامه‌نویس اهل اسپانیا بود.
پدر او یک مهندس بریتانیایی و مادرش از نجیب‌زادگان اسپانیا بود. وی مدتی طولانی ساکن آمریکا بود و در هالیوود، لس‌آنجلس زندگی می‌کرد.
«ادگار نویل» از اعضای جنبش ادبی موسوم به «نسل ۲۷» بود.

## گزیدهٔ فیلم‌شناسی
- خیابان من (۱۹۶۰)
- رقص (۱۹۵۹)
- فلامنکو (۱۹۵۲)
- هیچ (۱۹۴۷)